# 府中町消防本部
府中町消防本部（ふちゅうちょうしょうぼうほんぶ）は、広島県安芸郡府中町の消防部局（消防本部）。管轄区域は府中町全域。

## 概要
- 消防本部：安芸郡府中町大通3丁目5-9
- 管内面積：10.41km2
- 職員数：58人（うち女性2人）
- 消防署1カ所
- 府中町役場と通路で繋がった造りとなっている

### 主力機械
2015年4月1日現在
- 消防ポンプ自動車：2
- 水槽付消防ポンプ自動車：1
- 小型動力ポンプ付積載車：1
- はしご付消防自動車：1
- 救助工作車：1
- 救急自動車：3
- 指揮車：1
- 広報調査車：1

## 沿革
- 1967年4月1日 府中町消防本部が発足し、消防署を設置する。
- 1976年4月15日 新消防庁舎にて業務を開始する。

## 組織
- 本部 - 総務課、消防課、予防課
- 消防署

## 消防署
| 消防署       | 住所         |
| ------------ | ------------ |
| 府中町消防署 | 大通3丁目5-9 |